# Редан (Џорџија)
Редан (енгл. Redan) насељено је место без административног статуса у америчкој савезној држави Џорџија.

## Демографија
По попису из 2010. године број становника је 33.015, што је 826 (-2,4%) становника мање него 2000. године.
| Група             | 2000.          | 2010.          |
| Белци             | 1.791 (5,3%)   | 852 (2,6%)     |
| Афроамериканци    | 30.886 (91,3%) | 30.992 (93,9%) |
| Азијати           | 238 (0,7%)     | 167 (0,5%)     |
| Хиспаноамериканци | 603 (1,8%)     | 799 (2,4%)     |
| Укупно            | 33.841         | 33.015         |